# Романюк Мирослав Миколайович
Миросла́в Микола́йович Романю́к (нар. 27 липня 1952, село Закрівці, нині Коломийського району Івано-Франківської області) — український історик, журналіст. Директор Львівської національної наукової бібліотеки України імені Василя Стефаника Національної академії наук України (від 2003 по 8.02.2018).Член-кореспондент НАН України (2009). Доктор історичних наук (2001). Професор (2002).

## Біографія
1979 року закінчив факультет журналістики Львівського університету, 1983 року — аспірантуру. 1988 року став кандидатом наук. Докторська дисертація: «Українська преса Північної Буковини як джерело вивчення суспільно-політичного життя краю (1870–1940 рр.)».
Працював редактором університетської багатотиражки «За радянську науку», від 1982 року — асистент кафедри теорії і практики преси Львівського університету. Від 1990 року — заступник директора з наукової роботи, від 1993 року — організатор і керівник Науково-дослідного центру періодики. Від 1998 року — професор кафедри видавничої справи і редагування Української академії друкарства.
4 лютого 2009 року обрано членом-кореспондентом НАН України (спеціальність: соціальні комунікації; відділення історії, філософії та права; секція суспільних і гуманітарних наук).